# Hypercompe obsolescens
Hypercompe obsolescens là một loài bướm đêm thuộc phân họ Arctiinae, họ Erebidae.